# Nationaal archeologisch museum van Tarragona

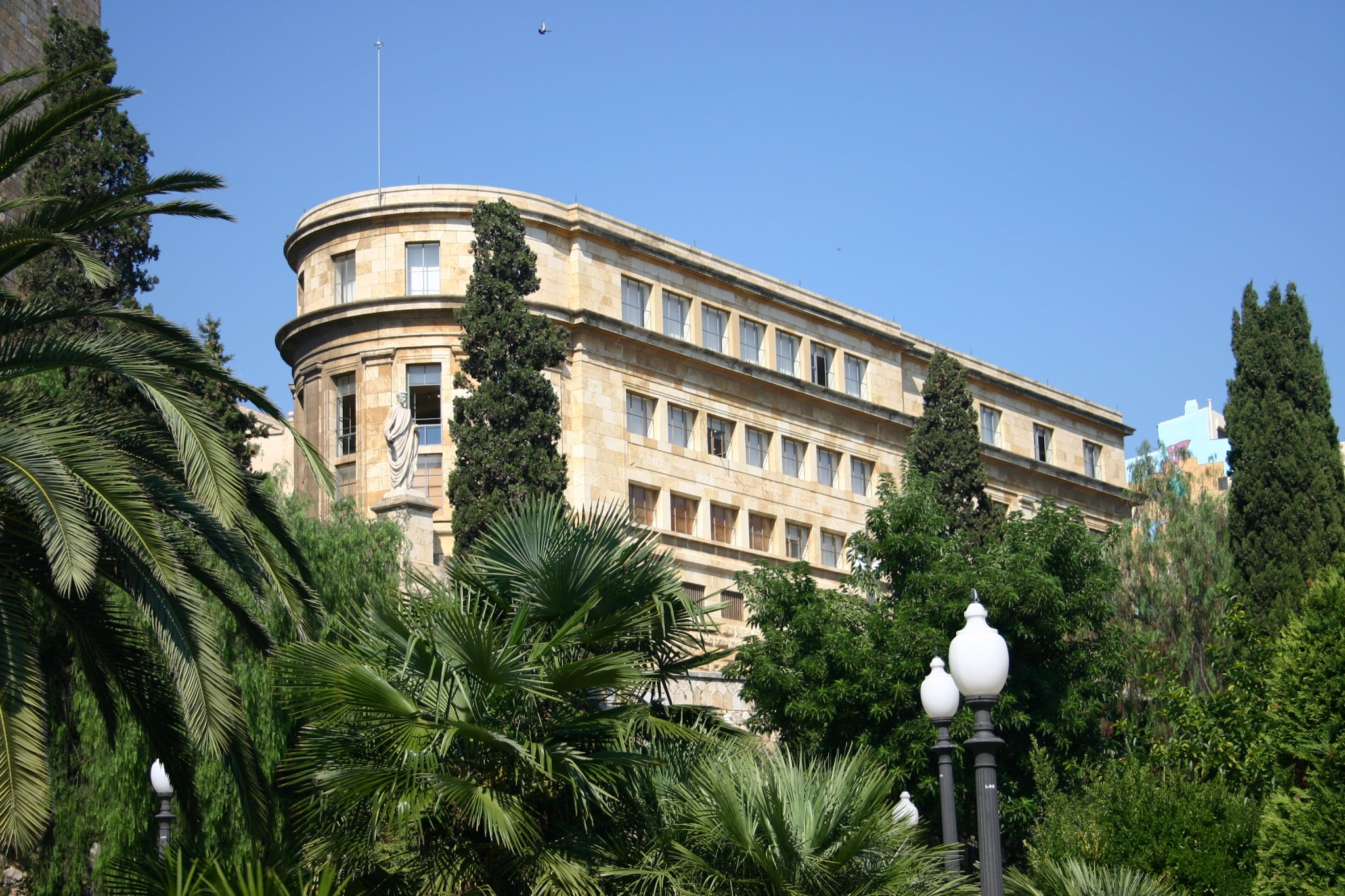
Het hoofdgebouw van het museum

Het Nationaal archeologisch museum van Tarragona (Catalaans: Museu Nacional Arqueològic de Tarragona, MNAT) is een museum in de stad Tarragona (Catalonië, Spanje). Het stelt archeologische vondsten uit het rijke Romeinse verleden van Tarraco tentoon.
Het archeologisch museum van Tarragona is het oudste van zijn soort in Catalonië. Het is ontstaan uit verschillende collecties die in de negentiende eeuw werden opgericht. In 1849 worden de museumstukken in één gebouw samengebracht, waarna in 1852 de eerste catalogus gereed komt. Ruim een eeuw is het museum gehuisvest in het huidige gemeentehuis, totdat in 1960 een verhuizing plaatsvindt naar het huidige onderkomen, dat speciaal voor het museum gebouwd is bovenop resten van de Romeinse ommuring.
De collectie van het museum bestaat voor het grootste deel uit Romeinse vondsten uit Tarragona en de directe omgeving. Zo is er de grootste collectie Romeinse mozaïeken in Catalonië te zien, waaronder een verfijnd Medusamozaïek.
Het museum beheert daarnaast de volgende opgravingen:
- Vroegchristelijke necropolis van Tarraco
- Mausoleum van Centcelles bij Constantí (5 km noordelijk)
- Villa rustica van Els Munts bij Altafulla (10 km oostelijk)

Het museum maakt deel uit van Roman Europe, een netwerk van Romeinse musea in Europa.

## Galerij

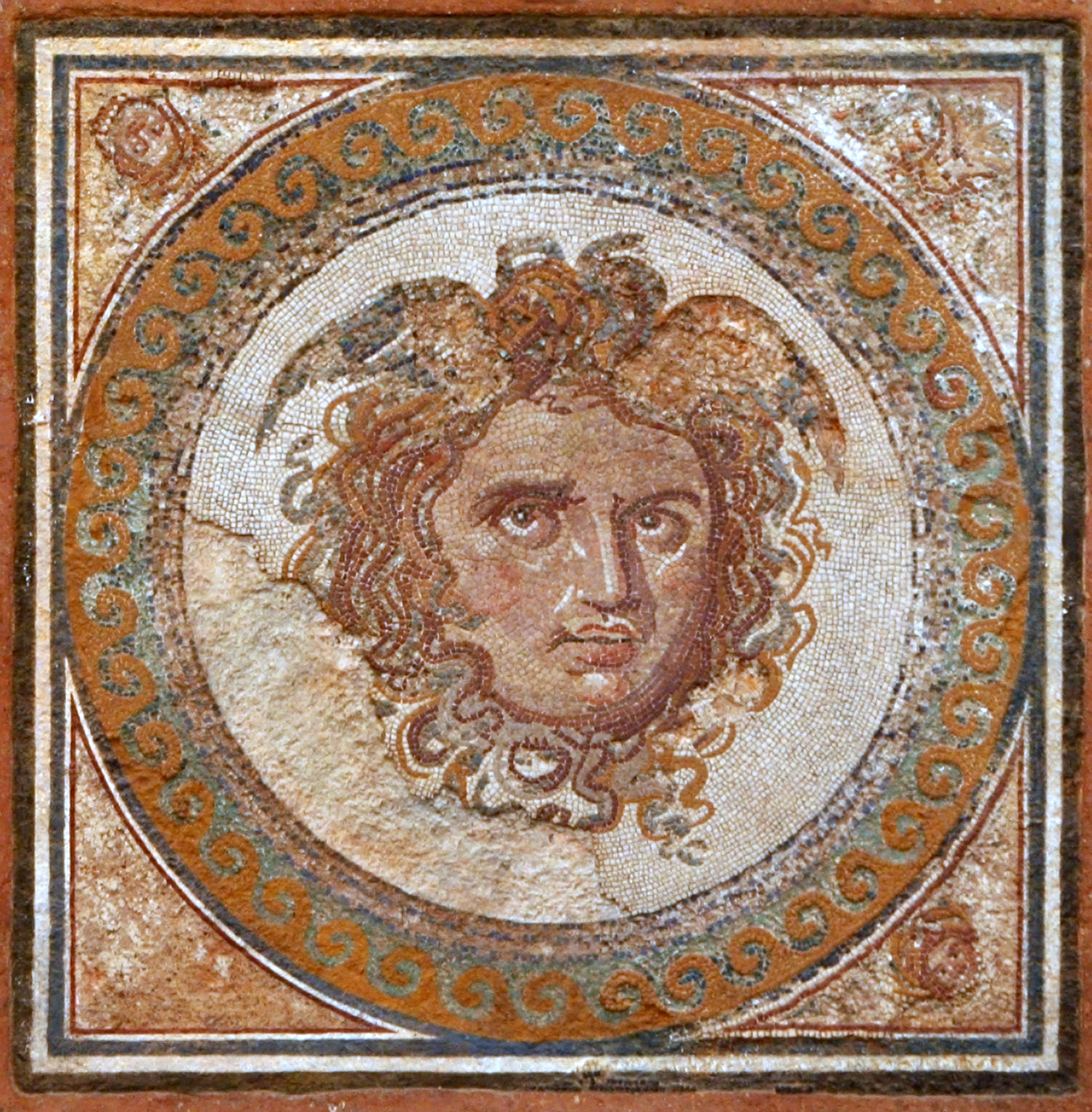
Medusamozaïek (detail)
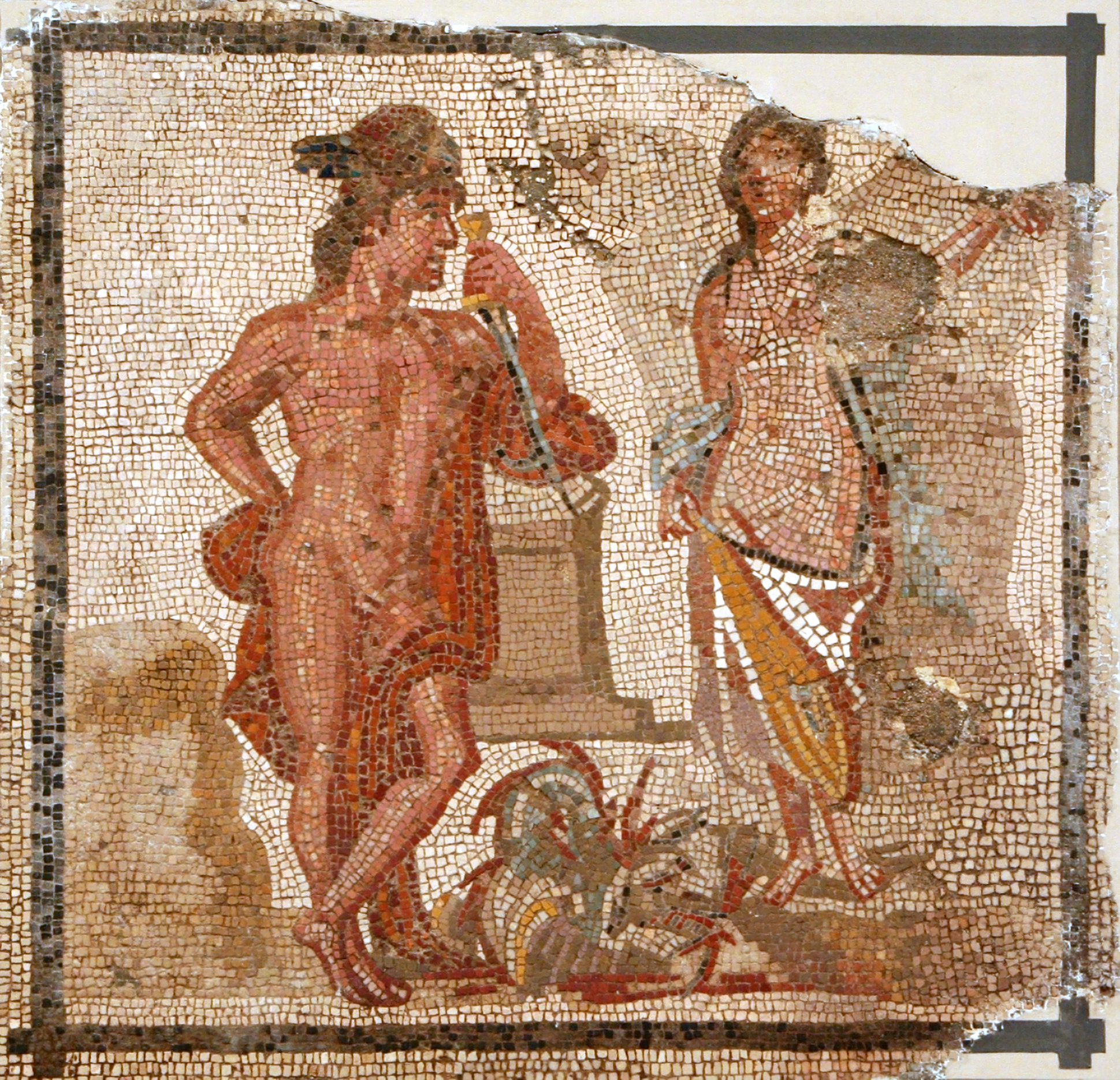
Medusamozaïek (detail, Perseus en Andromeda)
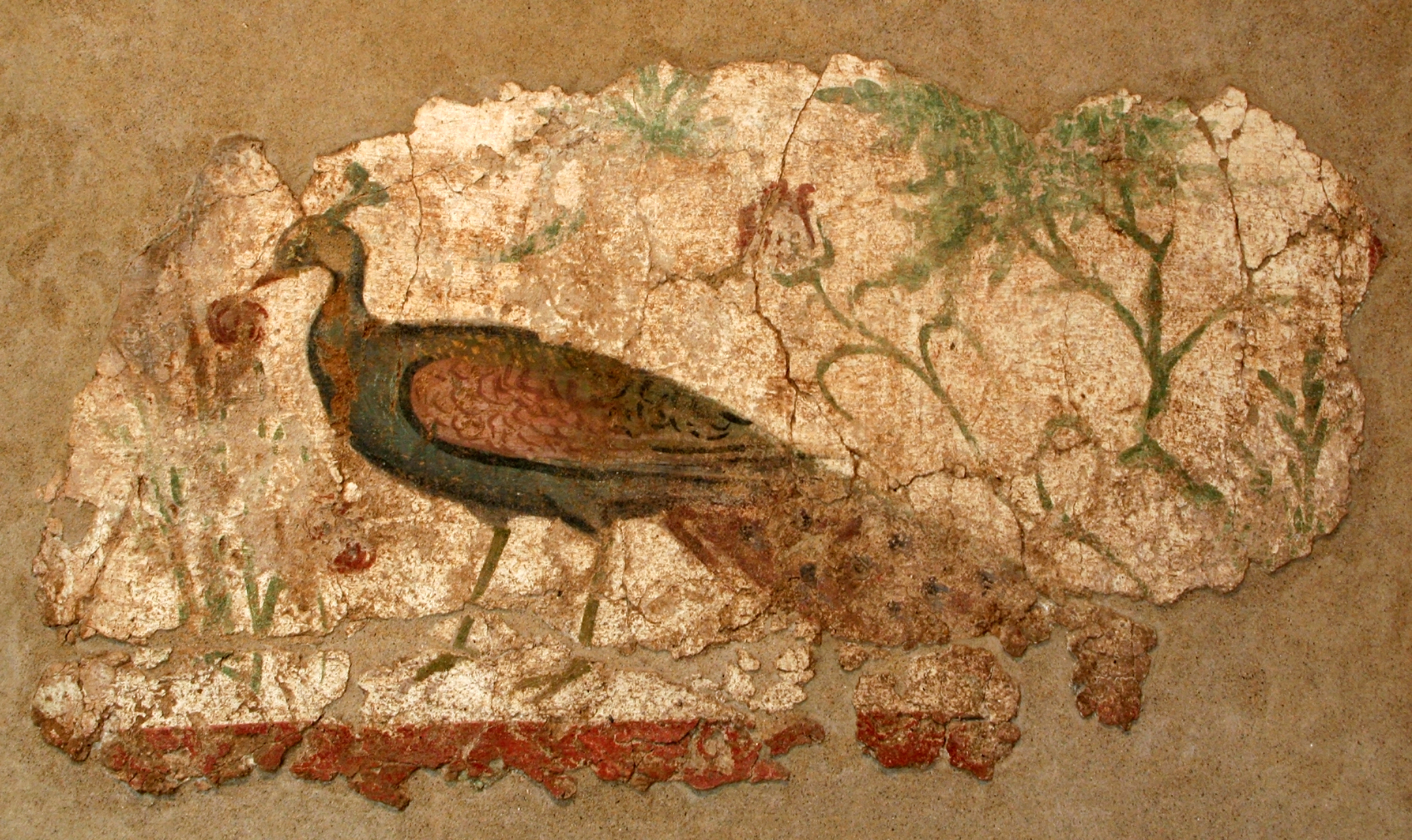
Muurschildering van een pauw
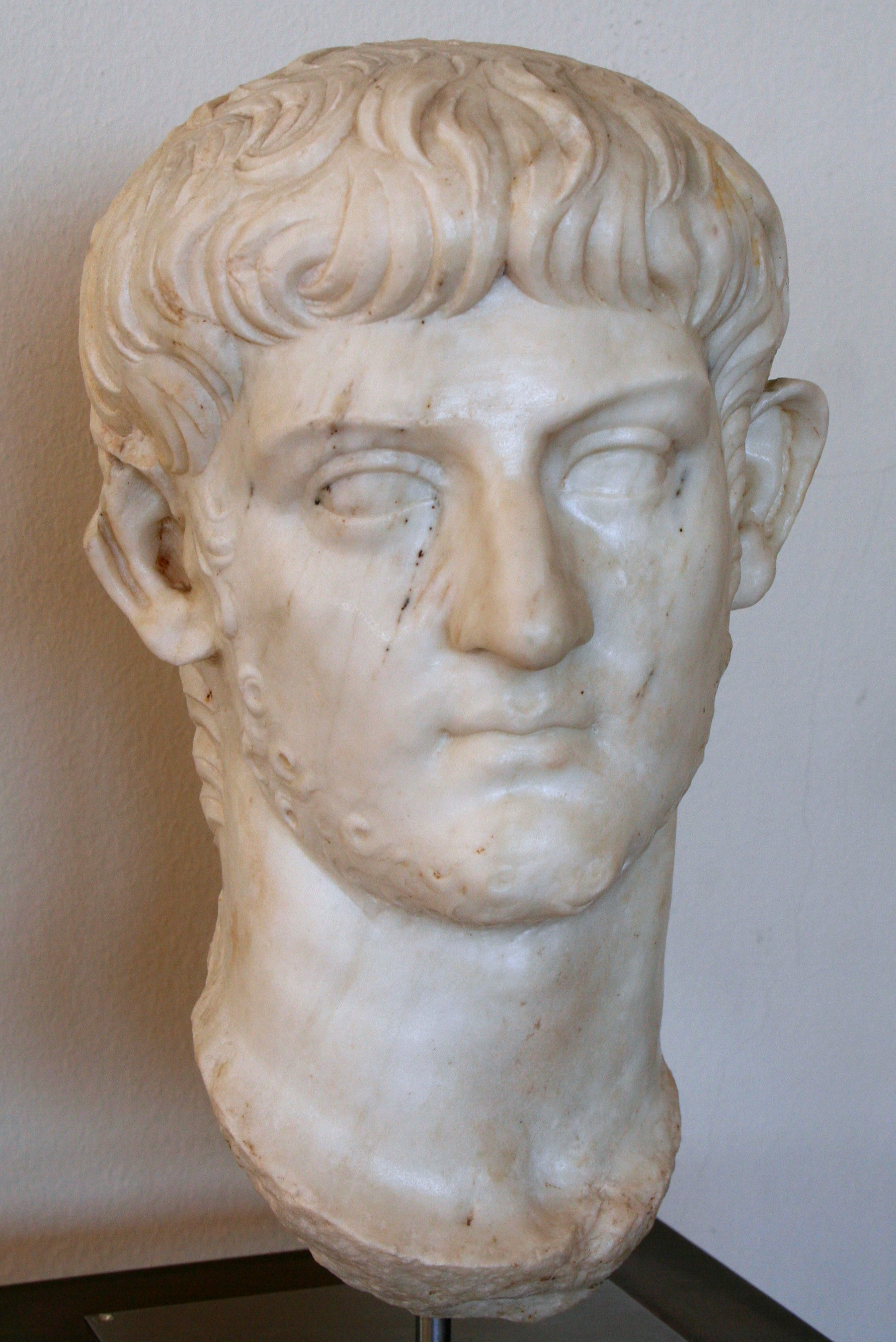
Nero Julius Caesar, zoon van Germanicus
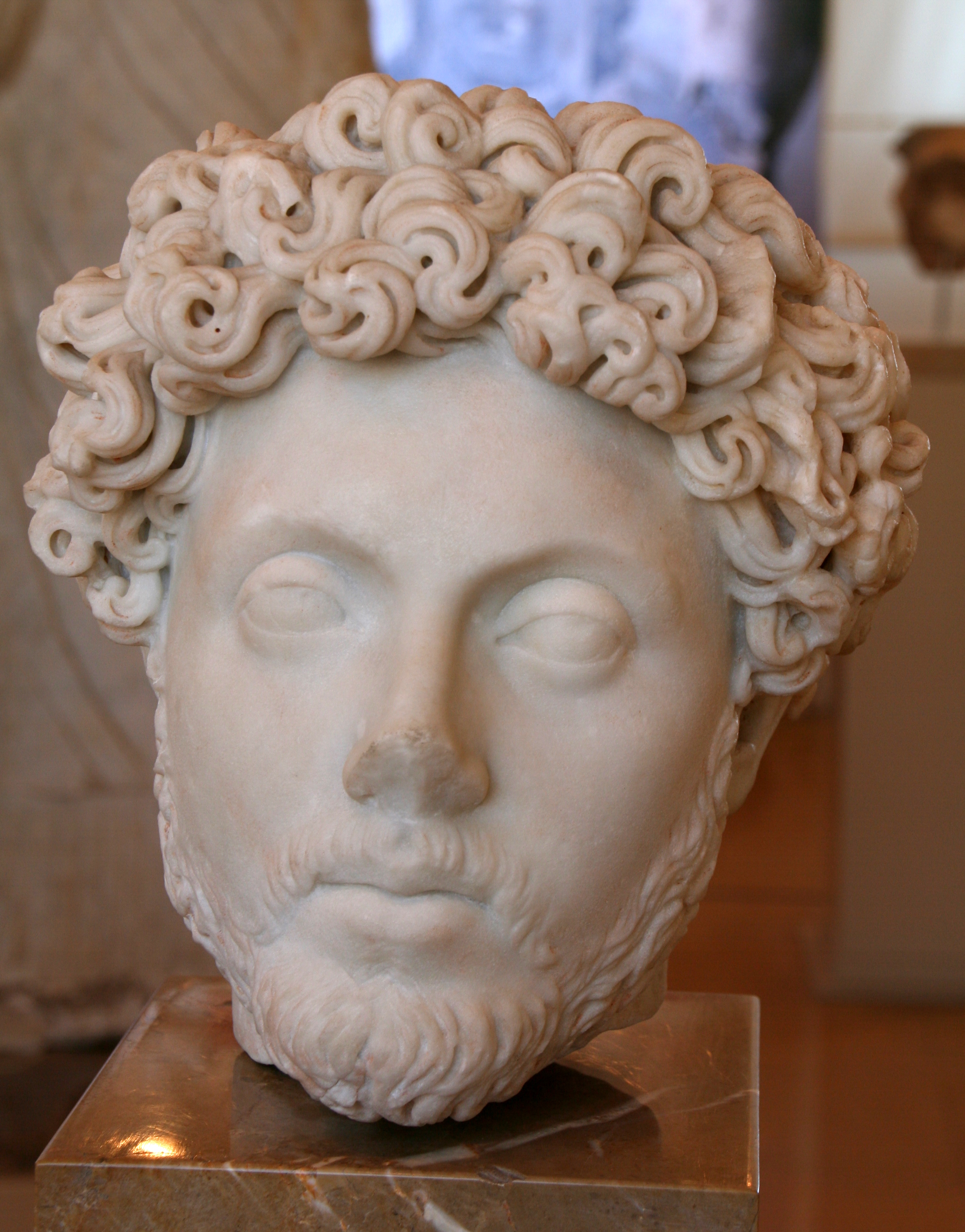
Portret van Marcus Aurelius
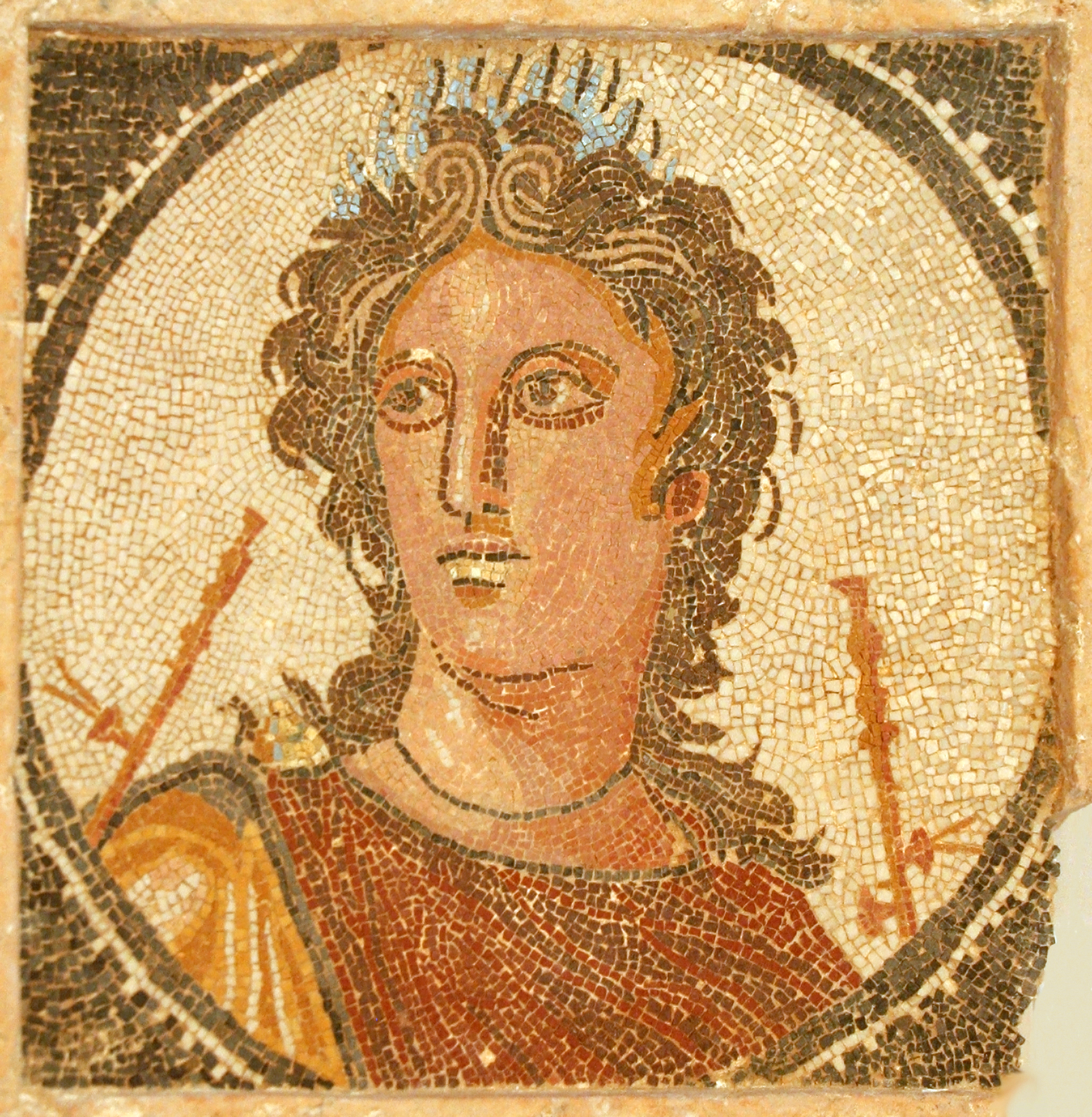
Euterpe